# Doctor Who : Born Again
Pour les articles homonymes, voir Born Again.
Doctor Who : Born Again (parfois intitulé Doctor Who : Children in Need ou Doctor Who : Children in Need Special) est le nom d'un épisode spécial de Doctor Who diffusé le 18 novembre 2005 en Angleterre lors de l'émission caritative Children in Need. Cet épisode fait le lien entre la fin de la Saison 1 et l'épisode spécial de Noël 2005 et permet de faire découvrir un peu plus le Dixième Docteur, interprété par David Tennant.

## Accroche
Rose est témoin de la régénération du Docteur. Elle est persuadée qu'il s'agit d'un imposteur qui a enlevé le Docteur pour prendre sa place et celui-ci tente de la rassurer. Alors qu'il réussit à la persuader, il tombe soudainement malade.

## Distribution
- David Tennant : Le Docteur
- Billie Piper : Rose Tyler

## Résumé
Suivant directement la fin de «À la croisée des chemins», le Docteur vient de se régénérer et utilise les commandes du TARDIS afin d'atteindre la planète Barcelona où il souhaitait passer des vacances avec Rose. Il se tâte afin d'examiner brièvement sa nouvelle apparence : le fait qu'il ait de nouvelles dents, des cheveux sur la tête, etc. Rose est assez effrayée par cette apparition et pense que le Docteur a été remplacé par quelqu'un d'autre, téléporté ou remplacé par un Slitheen. Le Docteur tente de lui expliquer qu'il est toujours lui et lui rappelle leur première rencontre.
Rose commence à le croire et le Docteur commence à régler la console du TARDIS afin de ramener Rose chez elle, la veille de Noël, afin qu'elle puisse revenir voir sa mère, Jackie Tyler. C'est à ce moment-là que le Docteur est pris d'un choc, la régénération commence à dégénérer. Il se met à agir bizarrement et le TARDIS est sur le point d'atterrir en catastrophe.

### Continuité
- Rose se réfère à ses précédentes aventures, parlant des nanogènes («Drôle de mort/Le Docteur danse»), des Gelths («Des morts inassouvis») et des Slitheen («L'Humanité en péril/Troisième Guerre mondiale» et «L'Explosion de Cardiff»).
- Lorsque le Docteur est pris de spasmes, Rose suggère qu'ils devraient aller voir le Capitaine Jack mais le Docteur l'empêche expliquant qu'il est doit être trop occupé à reconstruire la civilisation. On ne revoit pas le personnage avant la série Torchwood et le Docteur affirme dans «Utopia» qu'il savait que Jack était devenu un point fixe dans le temps et donc trop dangereux pour l'amener avec lui.
- L'instabilité physique et mentale du Docteur lors de ses régénérations date du premier épisode où le Docteur change de visage et de personnalité, «The Power of the Daleks» (1966).
- Le TARDIS est muni d'une alarme en cas de danger. Celle-ci est apparue initialement dans l'épisode «Logopolis» (1981).

## Production
À l'occasion d'événements caritatifs (semblables au Téléthon français) comme Children in Need ou Red Nose Day, certaines séries TV de la BBC peuvent tourner un très court épisode comme l'ont fait Doctor Who ou EastEnders. À l'époque, la série avait déjà participé par trois fois à ce genre d'événement, pour les épisodes «The Five Doctors» en 1983, «Dimensions in Time» en 1993 et «Doctor Who and the Curse of The Fatal Death» en 1999. L'épisode fut initialement intitulé Doctor Who: Children in Need mais il reçut en 2009 le titre de Born Again afin de le différencier des autres épisodes du même type. Toutefois, le Doctor Who Magazine écrivit qu'il s'agissait d'une erreur et l'épisode retrouva son nom d'origine dans le classement. L'épisode fut intentionnellement laissé sans titre officiel par le producteur Russell T Davies qui surnomme l'épisode « The Pudsey Cutaway » (un mélange entre le titre alternatif de l'épisode de 1965 «Mission to the Unknown» et Pudsey, la mascotte de Children in Need.

### Scénario
À l'origine, le producteur Russell T Davies était plutôt opposé à l'idée de faire un épisode spécial, gardant à l'idée que les deux épisodes précédents, «Dimensions in Time» et «Doctor Who and the Curse of The Fatal Death» n'étaient pas considérés comme canoniques. C'est la productrice Julie Gardner qui suggéra que l'épisode puisse s'inscrire dans la continuité de la série. Davies décida alors d'inscrire un passage pouvant s'inclure entre la fin de «À la croisée des chemins» et au début de «L'Invasion de Noël» et explorant la régénération du Docteur.
L'épisode fut annoncé à la presse en octobre 2005.

### Tournage
Ce mini-épisode fut entièrement tourné le 3 novembre 2005 à l'époque du troisième bloc de production de la Saison 2 («Le Règne des Cybermen, première partie/Le Règne des Cybermen, deuxième partie» et «L'Armée des ombres/Adieu Rose») dans les décors du TARDIS au Studio Unit Q2 à Cardiff.

## Diffusion
L'épisode fut diffusé le 18 novembre 2005 à l'occasion de Children in Need et Davies négocia avec la BBC la possibilité qu'aucun bandeau pour faire des appels au don ne soit diffusé en bas de l'écran, ni que l'ourson Pudsey ne figure sur la console du TARDIS. L'épisode fut diffusé sans générique final. Cette édition de Children in Need aida à récolter près de 17.2 millions de livres.
L'épisode ne fut jamais diffusé au Canada, ni en France. L'épisode est néanmoins présent sur le DVD de la Saison 2 en région 2.